# Neige (musicien)
Pour les articles homonymes, voir Neige (homonymie) et Paut.
Stéphane Paut, connu sous son nom de scène Neige, est un chanteur et musicien français né le 16 avril 1985 à Bagnols-sur-Cèze,. Il est notamment fondateur du groupe de blackgaze Alcest.

## Biographie
Neige fonde Alcest en 1999, d'abord comme projet solo, avant d'être rejoint par Aegnor et Argoth de Peste noire pour former un trio de black metal. Alcest redevient un projet solo de Neige et évolue vers une ambiance plus atmosphérique en incorporant des éléments de shoegazing et de post-metal. Il compose la totalité du premier album de Alcest intitulé Souvenirs d'un autre monde en 2007, puis est rejoint en 2009 par le batteur Jean Deflandre (Winterhalter),. S'ajoutent en live Indria Saray à la basse et Zero à la guitare rythmique.
En parallèle, Neige joue au cours des années 2000 dans le groupe de black metal Peste noire, ainsi que dans le groupe de black metal Amesoeurs, dont il est un des membres fondateurs. Il est également bassiste live du groupe de shoegazing Les Discrets accompagné de Fursy Teyssier, Zero et Winterhalter de 2009 à 2013.

## Discographie

### Avec Alcest
- 2001 : Tristesse hivernale (en) (demo)
- 2005 : Le Secret (en) (EP)
- 2007 : Souvenirs d'un autre monde
- 2009 : Alcest / Les Discrets (split avec Les Discrets)
- 2010 : Écailles de lune (en)
- 2012 : Les Voyages de l'âme
- 2014 : Shelter
- 2016 : Kodama
- 2019 : Spiritual Instinct (en)
- 2024 : Les Chants de l'aurore (en)

### Avec Peste Noire
- 2001 : Aryan Supremacy
- 2002 : Macabre transcendance…
- 2003 : Phalènes et Pestilence – Salvatrice Averse
- 2006 : La Sanie des siècles - Panégyrique de la dégénérescence
- 2007 : Folkfuck Folie, sur la chanson « La Césarienne »
- 2009 : ballade cuntre lo anemi francor

### Avec Amesoeurs
- 2006 : Ruines humaines (EP)
- 2007 : Amesoeurs / Valfunde (split)
- 2009 : Amesoeurs